# Avetís Aharonian
Avetís Aharonian (en armeni: Ավետիս Ահարոնյան) (1866 - 20 de març de 1948) fou un polític, escriptor i revolucionari armeni, part important del moviment nacional armeni.

## Biografia
Avetís Aharonian nasqué el 1866 a la vila d'Igdirmava, als camps d'Araradian (actualment Turquia). Aharonian fou força influït pel seu entorn geogràfic, com el riu Araks i el Mont Ararat localitzats vora la vila.
La seva mare, Zardar, era una persona il·lustrada, qui ensenyà els seus fills a llegir i escriure. Acabà la primària a l'escola de la vila, i es graduà posteriorment a l'escola Kevorkian de Vagharxapat. Exercí com a professor uns anys, després estudià a la Universitat de Lausana (Suïssa) història i filosofia. Durant aquest període hi conegué Kristapor Mikaelian, aleshores redactor en cap del diari Troshag ('Bandera'), i començà a col·laborar-hi. Un cop graduat, el 1901, estudià literatura a la Sorbonne.
El 1902, va tornar al Caucas i exercí com a director de l'escola Nersissian i editor de la revista Mourj (Martell). Així, el 1909, fou arrestat per la policia tsarista i empresonat a Metekhi, on va caure malalt. El 1911, després d'una generosa donació de 20,000 rubles, va viatjar per Europa.
Va retornar al Caucas el 1917, i fou el cap del Consell Nacional Armeni, que proclamà la independència de la República Democràtica d'Armènia el 28 de maig de 1918.
També fou el cap de la delegació armènia en la Conferència de Pau de París, on es va signar el Tractat de Sèvres que reconeixia d'anomenada "Armènia de Wilson" en col·laboració directa amb la diàspora armènia. Exiliat quan el país fou incorporat a l'URSS, va compondre Azatouthian dujanapahin (Camins de llibertat, 1926). El 1948 va morir a París.